# Microctenochira frieirocostai
Microctenochira frieirocostai es una especie de insecto coleóptero de la familia Chrysomelidae, descrita en 1999 por Buzzi.